# Georges Marie Martin Cottier
George Marie Martin Cottier (Carouge, 25 april 1922 - Vaticaanstad, 31 maart 2016), O.P. was een Zwitsers geestelijke en een kardinaal van de Rooms-Katholieke Kerk.
Cottier trad in 1945 in bij de dominicanen. Zijn priesterwijding vond plaats op 2 juli 1951.
Op 7 oktober 2003 werd Cottier benoemd tot titulair aartsbisschop van Tullia; zijn bisschopswijding door kardinaal Schönborn vond plaats op 20 oktober 2003.
Tijdens het consistorie van 21 oktober 2003 werd Cottier tot kardinaal benoemd, met de rang van kardinaal-diaken. Zijn titeldiakonie werd de Santi Domenico e Sisto. Hij werd op deze datum tevens benoemd tot theoloog van de Pauselijke Huishouding. In 2014 werd hij op 92-jarige leeftijd nog bevorderd tot kardinaal-priester door paus Franciscus tijdens het consistorie van 12 juni dat jaar.